# San Miguelito, Nicaragua
San Miguelito är en kommun (municipio) i Nicaragua med 18 286 invånare. Den ligger i den södra delen av landet i departementet Río San Juan, vid Cocibolcasjöns östra strand, mellan Juigalpa och San Carlos. Kommunens huvudnäringar är fiske, skogsindustri och boskapsskötsel.

## Geografi
San Miguelito gränsar till kommunerna Morrito och El Almendro i norr, Nueva Guinea i öster och San Carlos i söder, samt till Cocibolcasjön i väster.

## Historia
I början av 1800-talet fanns det tre stora boskapsrancher inom kommunens nuvarande gränser: San Miguel, El Coyol och Miralejos. Mellan 1850 och 1855 anlände många gummiträdsarbetare. En annan viktig sysselsättning vid den tiden var letandet, uppgrävandet och torkningen av kräkrot, som såldes till apoteken i Europa och USA.
År 1854 fastslogs det att San Miguelito var en del av San Carlos men 1858 blev San Miguelito en egen kommun med rangen av pueblo. San Miguelito blev 1945 upphöjd från pueblo till villa och 2005 från villa till ciudad (stad).

## Kända personer från San Miguelito
- Carlos A. Bravo (1882-1975), journalist och författare[10]